# رأس غليص (مسلسل 1976)
رأس غليص من أشهر مسلسلات الدراما القديمة أنتجه تلفزيون دبي عام 1975 في ثلاث عشرة حلقة وبث في عام 1976 وهو قصة مريم المشيني وسيناريو وحوار المؤلفين السوريين خالد حمدي وعبد العزيز هلال وكان من بطولة: الفنان السوري عبد الرحمن آل رشي بدور غليص وهناء ثروت بدور حمدة ونعيم الموج ونبيل المشيني وأسامة المشيني وسلمى المصري ووليد بركات بدور عطوان وقد قام باخراجه المخرج السوري علاء الدين كوكش.

## الإنتاج
وقد تم تصوير العمل بالكامل بواسطة عربة النقل الخارجي في منطقة بدبي تعرف باسم العوير ليكون أول مسلسل عربي يتم تصويره خارج الأستوديو بالكامل. أعيد إنتاج المسلسل مرة ثانية 2005 وبث في رمضان 2006 بإخراج الأردني أحمد دعيبس، وبطولة الفنان السوري رشيد عساف بدور غليص وزهير النوباني بدور مناع وياسر المصري بدور رداد ومرح جبر بدور حمدة وعبير عيسى بدور أم رداد ونبيل المشيني بدور مجحم ولكن بنسخته الكاملة في ثلاثين حلقة حين يتضح السبب الذي يدفع غليص بارتكابه للجرائم، حيث يفر أحد الأشخاص من قبيلته ويهرب لقبيلة أخرى ويدخل أول بيت يصادفه ويطلب الحماية من والد غليص الذي يجيره ويحميه ولكن يتمكن رجال القبيلة الأولى من الوصول للدخيل وقتله مع والد غليص أمام مرأى غليص الذي لم يكن يتجاوز السابعة من عمره.

## القصة
دور أحداث المسلسل عندما اتهمت إحدى زوجات مجحم شيخ القبيلة رجلًا يدعى مشعل بمحاولة اغتصابها، وعند علم مشعل بذلك هرب من القبيلة ووصل إلى قبيلة مجاورة وهي قبيلة الشيخ أبو صايل، وقد أختبأ في أول بيت قابله وهو بيت رمّاح شقيق شيخ القبيلة ووالد غليص. رحب رماح بالدخيل وأعطاه الأمان، ولكن قبيلة الشيخ مجحم لاحقت مشعل وداهمت بيت رماح وقتلوا رماح ودخيله، ولما رأى غليص مقتل والده ودخيله أمام عينيه، تولد بداخله الشعور بالانتقام من الشيخ مجحم وقبيلته، والرغبة بالانتقام من عمه أيضا الذي أخذ ماله وتزوج أمه التي تتلقى اهانات عمه يوميا .